# توبیلا دل آگوا
توبیلا دل آگوا (به اسپانیایی: Tubilla del Agua) یک شهرستان در اسپانیا است.

## خصوصیات
توبیلا دل آگوا ۷۷۷ متر بالاتر از سطح دریا واقع شده‌است.